# Illes Balears-Caisse d'Epargne 2005
Questa voce raccoglie le informazioni riguardanti la Caisse d'Epargne-Illes Balears nelle competizioni ufficiali della stagione 2005.

## Stagione
La squadra ciclistica spagnola Caisse d'Epargne-Illes Balears partecipò, nella stagione 2005, alle gare del circuito UCI ProTour.

## Organico

### Staff tecnico
GM=General manager; DS=Direttore sportivo.
|  | Naz.              | Ruolo | Sportivo              |  |  |  |
|  | ----------------- | ----- | --------------------- |  |  |  |
|  | Spagna (bandiera) | TM    | José Miguel Echavarri |  |  |  |
|  | Spagna (bandiera) | DS    | Eusebio Unzué         |  |  |  |
|  | Spagna (bandiera) | DS    | José Luis Jaimerena   |  |  |  |
|  | Spagna (bandiera) | DS    | Alfonso Galilea       |  |  |  |

### Rosa
|  | Naz.                |  | Sportivo            | Anno |  |  |
|  | ------------------- |  | ------------------- | ---- |  |  |
|  | Spagna (bandiera)   |  | José Luis Arrieta   | 1971 |  |  |
|  | Spagna (bandiera)   |  | David Arroyo        | 1980 |  |  |
|  | Germania (bandiera) |  | Daniel Becke        | 1978 |  |  |
|  | Spagna (bandiera)   |  | José Luis Carrasco  | 1982 |  |  |
|  | Spagna (bandiera)   |  | Antonio Colom       | 1978 |  |  |
|  | Spagna (bandiera)   |  | Imanol Erviti       | 1983 |  |  |
|  | Spagna (bandiera)   |  | Sergi Escobar       | 1974 |  |  |
|  | Spagna (bandiera)   |  | Isaac Gálvez        | 1975 |  |  |
|  | Spagna (bandiera)   |  | José Vicente García | 1972 |  |  |
|  | Spagna (bandiera)   |  | Jonathan González   | 1981 |  |  |
|  | Spagna (bandiera)   |  | José Iván Gutiérrez | 1978 |  |  |
|  | Spagna (bandiera)   |  | Joan Horrach        | 1974 |  |  |
|  | Spagna (bandiera)   |  | José Cayetano Juliá | 1979 |  |  |
|  | Russia (bandiera)   |  | Vladimir Karpec     | 1980 |  |  |
|  | Spagna (bandiera)   |  | Pablo Lastras       | 1976 |  |  |
|  | Spagna (bandiera)   |  | Iker Leonet         | 1983 |  |  |
|  | Spagna (bandiera)   |  | Francisco Mancebo   | 1976 |  |  |
|  | Spagna (bandiera)   |  | David Navas         | 1974 |  |  |
|  | Spagna (bandiera)   |  | Unai Osa            | 1975 |  |  |
|  | Spagna (bandiera)   |  | Aitor Osa           | 1973 |  |  |
|  | Spagna (bandiera)   |  | Francisco Pérez     | 1978 |  |  |
|  | Spagna (bandiera)   |  | Mikel Pradera       | 1975 |  |  |
|  | Spagna (bandiera)   |  | Vicente Reynés      | 1981 |  |  |
|  | Spagna (bandiera)   |  | Antonio Tauler      | 1974 |  |  |
|  | Spagna (bandiera)   |  | Alejandro Valverde  | 1980 |  |  |
|  | Spagna (bandiera)   |  | Xabier Zandio       | 1977 |  |  |

## Palmarès

### Corse a tappe
- Critérium International

1ª tappa (Isaac Gálvez)
- Tour de Suisse

8ª tappa (Pablo Lastras)
- Vuelta a España

10ª tappa (Francisco Mancebo)
- Paris-Nice

3ª tappa (Vicente Reynes)
7ª tappa (Alejandro Valverde)
- Tour de France

10ª tappa (Alejandro Valverde)
- Vuelta al País Vasco

3ª tappa (Alejandro Valverde)
4ª tappa (Alejandro Valverde)

### Corse in linea
- Trofeo Calvia (Antonio Colom)
- Clásica de Almería (José Iván Gutiérrez)
- Trofeo Manacor (Alejandro Valverde)
- Challenge de Mallorca (Alejandro Valverde)
- Challenge de Mallorca (Alejandro Valverde)
- Clásica a los Puertos de Guadarrama (Xabier Zandio)

### Campionati nazionali
- Campionato spagnolo: 1

Cronometro (José Iván Gutiérrez)

## Classifiche UCI

### UCI ProTour
Individuale
Piazzamenti dei corridori della Caisse d'Epargne nella classifica dell'UCI ProTour 2007.
| Pos. | Ciclista            | Punti |
| ---- | ------------------- | ----- |
| 15   | Francisco Mancebo   | 107   |
| 22   | Alejandro Valverde  | 87    |
| 37   | Aitor Osa           | 60    |
| 73   | Vladimir Karpec     | 32    |
| 124  | Unai Osa            | 8     |
| 154  | Isaac Gálvez        | 3     |
| 157  | Xabier Zandio       | 2     |
| 158  | Pablo Lastras       | 2     |
| 169  | Vicente Reynés      | 1     |
| 174  | José Vicente García | 1     |

Squadra
La Caisse d'Epargne chiuse in decima posizione con 262 punti.